# Zelotes meinsohni
Zelotes meinsohni är en spindelart som beskrevs av Denis 1954. Zelotes meinsohni ingår i släktet Zelotes och familjen plattbuksspindlar.
Artens utbredningsområde är Marocko. Inga underarter finns listade i Catalogue of Life.